# Triumfetta antunesii
Triumfetta antunesii är en malvaväxtart som beskrevs av Thomas Archibald Sprague och Hutchinson. Triumfetta antunesii ingår i släktet triumfettor, och familjen malvaväxter. Inga underarter finns listade i Catalogue of Life.